# Кобеане, Жерар
Жерар Кобеане (фр. Gérard Kobéané; род. 24 апреля 1988, Karankasso-Vigue Department, Верхние Бассейны) — легкоатлет из Буркина-Фасо, специалист по бегу на короткие дистанции. Выступал на профессиональном уровне в 2007—2020 годах, чемпион Игр франкофонов, призёр ряда крупных международных стартов, участник летних Олимпийских игр в Лондоне.

## Биография
Жерар Кобеане родился 24 апреля 1988 года в департаменте Карангассо-Виге провинции Уэ, Буркина-Фасо.
Впервые заявил о себе на международном уровне в сезоне 2007 года, когда вошёл в состав национальной сборной и выступил на домашнем юниорском африканском первенстве в Уагадугу, где в зачёте бега на 100 метров дошёл до полуфинала.
Будучи студентом, в 2009 году представлял Буркина-Фасо на Всемирной Универсиаде в Белграде — в 100-метровой дисциплине остановился на стадии полуфиналов. Также в этом сезоне бежал 100 метров и эстафету 4 × 100 метров на Играх франкофонов в Бейруте, во втором случае вместе с соотечественниками завоевал золотые награды.
В 2010 году на чемпионате Африки в Найроби дошёл до полуфинала в беге на 100 метров и занял седьмое место в эстафете 4 × 100 метров.
В 2011 году бежал 100 метров на Универсиаде в Шэньчжэне и на чемпионате мира в Тэгу, показал восьмой результат на Всеафриканских играх в Мапуту.
На чемпионате Африки 2012 года в Порто-Ново стартовал на дистанциях 100 и 200 метров, а также в эстафете 4 × 100 метров. Благодаря череде удачных выступлений удостоился права защищать честь страны на летних Олимпийских играх в Лондоне — в беге на 100 метров благополучно преодолел предварительный квалификационный этап, а в четвертьфинале показал время 10,48 и в следующую стадию соревнований не прошёл.
В 2013 году на Играх франкофонов в Ницце занял седьмые места в дисциплинах 100 и 200 метров, стал четвёртым в эстафете 4 × 100 метров.
В 2015 году принимал участие в Африканских играх в Браззавиле, бежал 100 метров, 200 метров, эстафету 4 × 100 метров.
В 2016 году среди прочего выступил в беге на 60 метров на чемпионате мира в помещении в Портленде — не прошёл дальше предварительного квалификационного забега.
На Играх франкофонов 2017 года в Абиджане остановился на отборочном этапе в беге на 100 метров, был дисквалифицирован в беге на 200 метров, стал седьмым в эстафете 4 × 100 метров, шестым в эстафете 4 × 400 метров.
Завершил спортивную карьеру по окончании сезона 2020 года.